# Kabinett Hata
Das Kabinett Hata (jap. 羽田内閣, Hata naikaku) regierte Japan unter Führung von Premierminister Tsutomu Hata vom 28. April 1994 bis zum 30. Juni 1994. Nachdem Vorgänger Morihiro Hosokawa seinen Rücktritt erklärt hatte, wurde Vizepremier Hata am 25. April vom Parlament zum Premierminister gewählt. Noch vor seiner formalen Ernennung erklärten die Sozialistische Partei Japans (SPJ) – die größte Regierungspartei – sowie die Neue Partei Sakigake den Austritt aus der Regierungskoalition, die 1993 die LDP-Regierung nach 38 Jahren beendet hatte. Die SPJ reagierte damit auf die Ankündigung von drei Koalitionsparteien, eine gemeinsame Fraktion namens Kaishin (改新, etwa „Reform“ oder „Erneuerung“) zu begründen, die sie als „Verrat“ empfand. Durch den Austritt der SPJ verlor die Regierungskoalition die Mehrheit in beiden Kammern, Hatas Kabinett war somit eine von Sakigake, Shintō Mirai und vom „Sozialdemokratischen Bund“ (Shakai Minshu Renmei) geduldete Minderheitsregierung. Die Shinninshiki, die formale Ernennung Hatas zum Premierminister, fand am Morgen des 28. April statt. Da die übrigen Minister im Kabinett erst am Abend ernannt wurden, besetzte Hata dazwischen als sogenanntes „Ein-Personen-Kabinett“ (一人内閣, hitori naikaku) kommissarisch alle Ministerposten.
Die Regierungskoalition bestand nach dem Austritt von SPJ und Sakigake noch aus Erneuerungspartei (Shinseitō), Kōmeitō, Neuer Japan-Partei (Nihon Shintō), Demokratisch-Sozialistischer Partei (Minshatō), Liberaler Partei (Jiyūtō), Kaikaku no Kai („Reformversammlung“) sowie dem Minshū Kaikaku Rengō („Demokratischer Reformbund“), der wie schon im Kabinett Hosokawa nur durch einen parlamentarischen Staatssekretär, keinen Minister im Kabinett vertreten war.
Nach der Verabschiedung der Haushaltsgesetze für das bereits am 1. April angebrochene Fiskaljahr 1994 beantragte die Opposition ein Misstrauensvotum gegen das Kabinett im Shūgiin. Angesichts der LDP-SPJ-Mehrheit gegen das Kabinett trat Hata am 25. Juni noch vor einer Abstimmung zurück. Die SPJ ermöglichte nun (gemeinsam mit der Neuen Partei Sakigake) der LDP in einer Großen Koalition die Rückkehr an die Macht. Der Sozialist Murayama Tomiichi wurde am 29. Juni zum Premierminister gewählt und sein Kabinett am 30. Juni ernannt.

## Staatsminister
| Amt | Name                        | Bild               | Parlamentskammer (Wahlkreis) | Partei  |
| --- | --------------------------- | ------------------ | ---------------------------- | ------- |
| Premierminister                                                                                                 | Tsutomu Hata                | Tsutomu Hata       | Shūgiin (Nagano 2)           | JRP     |
| Justizminister                                                                                                  | Nagano Shigeto (bis 8. Mai) |                    | Sangiin (Verhältniswahl)     | JRP     |
| Justizminister                                                                                                  | Hiroshi Nakai (ab 8. Mai)   | Hiroshi Nakai      | Shūgiin (Mie 1)              | DSP     |
| Außenminister                                                                                                   | Kōji Kakizawa               |                    | Shūgiin (Tokio 6)            | LP      |
| Finanzminister                                                                                                  | Hirohisa Fujii              | Hirohisa Fujii.jpg | Shūgiin (Kanagawa 3)         | JRP     |
| Bildungsministerin                                                                                              | Ryōko Akamatsu              | Ryōko Akamatsu     | —                            | —       |
| Gesundheits- und Sozialminister                                                                                 | Keigo Ōuchi                 |                    | Shūgiin (Tokio 2)            | DSP     |
| Minister für Landwirtschaft, Forsten und Fischerei                                                              | Katō Mutsuki                |                    | Shūgiin (Okayama 2)          | JRP     |
| Minister für Internationalen Handel und Industrie                                                               | Eijirō Hata                 |                    | Shūgiin (Ōita 1)             | JRP     |
| Verkehrsminister zuständig für den Neuen Internationalen Flughafen Tokio                                        | Nobuaki Futami              |                    | Shūgiin (Ibaraki 3)          | Kōmeitō |
| Postminister | Katsuyuki Hikasa            |                    | Shūgiin (Okayama 1)          | Kōmeitō |
| Arbeitsminister                                                                                                 | Kunio Hatoyama              | Kunio Hatoyama     | Shūgiin (Tokio 8)            | Kaikaku |
| Bauminister | Kōji Morimoto               |                    | Shūgiin (Nara)               | Kōmeitō |
| Innenminister zuständig für politische Reform Vorsitzender der Nationalen Kommission für Öffentliche Sicherheit | Hajime Ishii                | Hajime Ishii       | Shūgiin (Hyōgo 1)            | JRP     |
| Chefkabinettssekretär                                                                                           | Hiroshi Kumagai             |                    | Shūgiin (Shizuoka 3)         | JRP     |
| Leiter der Behörde für Management und Koordination                                                              | Kōshirō Ishida              |                    | Shūgiin (Aichi 6)            | Kōmeitō |
| Leiter der Verteidigungsbehörde                                                                                 | Atsushi Kanda               |                    | Shūgiin (Tochigi 2)          | DSP     |
| Leiter des Wirtschaftsplanungsamts                                                                              | Yoshio Terasawa             |                    | Sangiin (Verhältniswahl)     | JNP     |
| Leiter der Behörde für Wissenschaft und Technologie Vorsitzender der Atomenergiekommission                      | Mikio Ōmi                   | Mikio Ōmi          | Shūgiin (Osaka 3)            | Kōmeitō |
| Leiterin der Umweltbehörde                                                                                      | Toshiko Hamayotsu           | Toshiko Hamayotsu  | Sangiin (Tokio)              | Kōmeitō |
| Leiter der Behörde für Staatsland                                                                               | Satō Megumu                 |                    | Shūgiin (Ōsaka 6)            | JRP     |
| Leiter der Behörde für die Entwicklung Hokkaidōs Leiter der Behörde für die Entwicklung Okinawas                | Satō Moriyoshi              |                    | Shūgiin (Hiroshima 3)        | JRP     |

## Kabinettssekretariat, Legislativbüro
| Amt                                               | Name           | Parlamentskammer (Wahlkreis) | Partei            |
| ------------------------------------------------- | -------------- | ---------------------------- | ----------------- |
| Stellvertretende Leiter des Kabinettssekretariats | Naoto Kitamura | Shūgiin (Hokkaidō 5)         | Erneuerungspartei |
| Stellvertretende Leiter des Kabinettssekretariats | Nobuo Ishihara | –                            | –                 |
| Leiter des Legislativbüros                        | Takao Ōde      | –                            | –                 |

## Rücktritt
- Justizminister Shigeto trat am 8. Mai zurück, nachdem er in einem Interview mit der Mainichi Shimbun das Massaker von Nanking geleugnet hatte.[3]